# Chachapoyas (provincie)
Chachapoyas is een provincie in de regio Amazonas in Peru. De provincie heeft een oppervlakte van 3.312 km² en telt 55.201 inwoners (2015). De hoofdplaats van de provincie is het district Chachapoyas; dit district vormt eveneens de stad  (ciudad) Chachapoyas.

## Bestuurlijke indeling
De provincie is verdeeld in 21 districten, UBIGEO tussen haakjes:
- (010102) Asuncion
- (010103) Balsas
- (010101) Chachapoyas, hoofdplaats van de provincie en vormt eveneens de stad (ciudad) Chachapoyas
- (010104) Cheto
- (010105) Chiliquin
- (010106) Chuquibamba
- (010107) Granada
- (010108) Huancas
- (010109) La Jalca
- (010110) Leimebamba
- (010111) Levanto
- (010112) Magdalena
- (010113) Mariscal Castilla
- (010114) Molinopampa
- (010115) Montevideo
- (010116) Olleros
- (010117) Quinjalca
- (010118) San Francisco de Daguas
- (010119) San Isidro de Maino
- (010120) Soloco
- (010121) Sonche

Bagua · Bongará · Chachapoyas · Condorcanqui · Luya · Rodríguez de Mendoza · Utcubamba